# 森中慎也のアタックヤング
森中慎也のアタックヤング（もりなかしんやのアタックヤング）はSTVラジオのラジオ番組『アタックヤング』の金曜日にて、1987年4月10日から1990年10月5日までの3年半にわたり放送されていた。
パーソナリティは森中慎也アナウンサー。

## 放送時間
- 毎週金曜日24:00～24:50（土曜日0:00～0:50）

## コーナー
- 替え歌コンテスト
ヒット曲の一部分をリスナーがくだらない替え歌にして投稿するコーナー。
- 逆回転コーナー
森中が放送禁止用語丸出しの官能小説（主にくりいむレモン系の内容が多かった）を朗読したものを、録音テープを逆回転して放送し、リスナーはこれを解読してどのような内容が流れていたかを当てるコーナー。コーナーのテーマソングも『オー・チンチン』（ハニー・ナイツ）を逆回転したものだった。
- あんたが大将
- キラリ青春玉手箱
- 今、函館は（全道は）燃えている!
全道各地で同番組のリスナーによるサークル結成を呼びかけ、それらサークルにより主催されるイベントの告知、結果報告などを伝えるコーナー。番組公認となったリスナーズサークルにはイベント用に番組グッズなどが提供された。